# We're in This Together (Simply Red)
We're in This Together è un singolo del gruppo musicale britannico Simply Red, il quarto estratto dall'album Life nel 1996.
Il brano è stato utilizzato come inno ufficiale del campionato europeo di calcio 1996.

## Tracce
1. We're in This Together (Album Version) – 4:14
2. We're in This Together (Universal Feeling Mix) – 4:15
3. You Make Me Believe (Live) – 5:42
4. Hillside Avenue (Live) – 5:25

## Classifiche
| Classifica (1996) | Posizione massima |
| ----------------- | ----------------- |
| Austria           | 23                |
| Europa            | 39                |
| Germania          | 32                |
| Paesi Bassi       | 34                |
| Regno Unito       | 11                |